# شاطف (ملحان)

تعديل مصدري - تعديل

شاطف هي إحدى قرى عزلة الشمارية بمديرية ملحان التابعة لمحافظة المحويت، بلغ تعداد سكانها 264 نسمة حسب تعداد اليمن لعام 2004.